# Stame

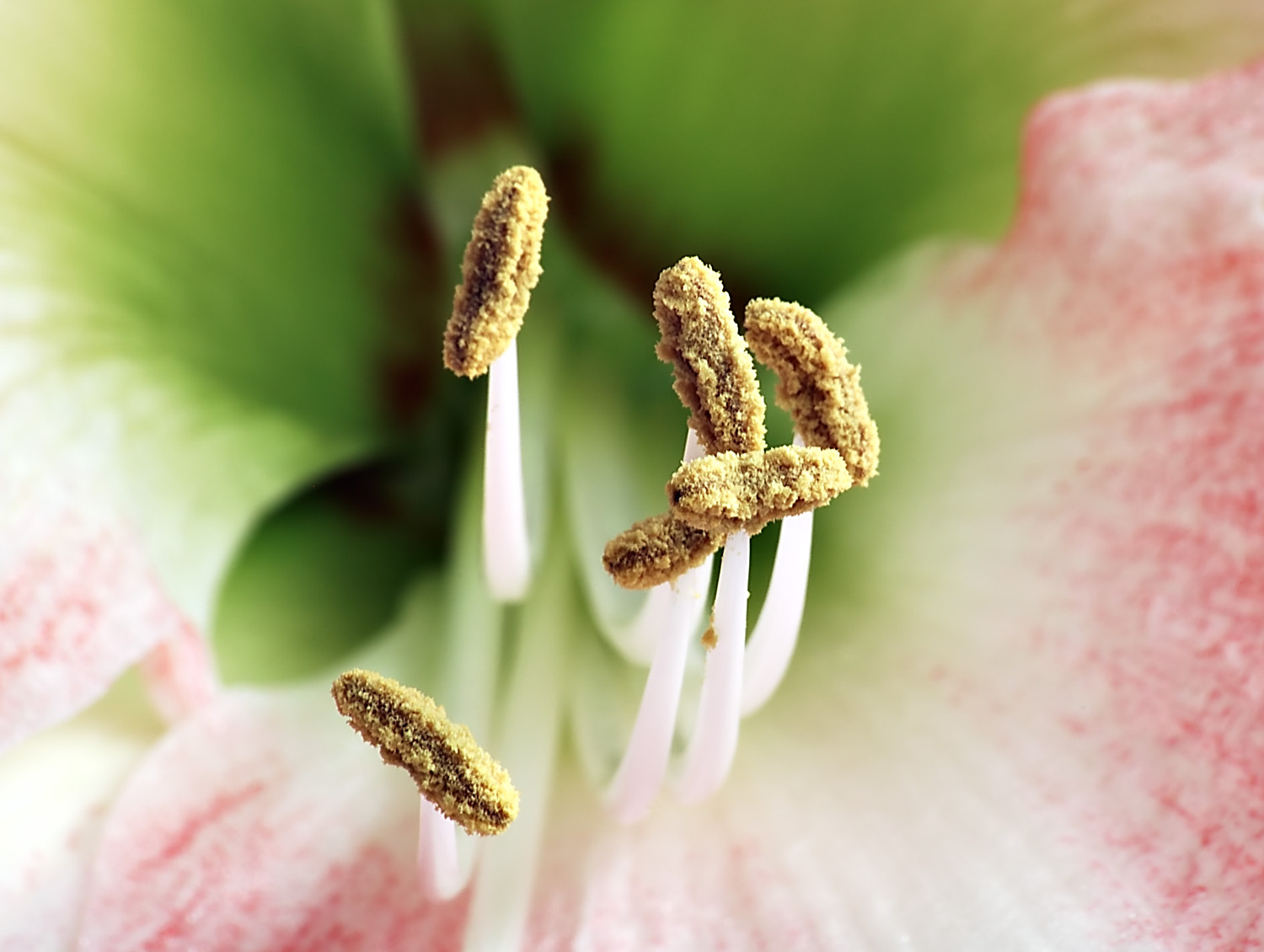
Stami di Hippeastrum
In primo piano le antere cariche di polline

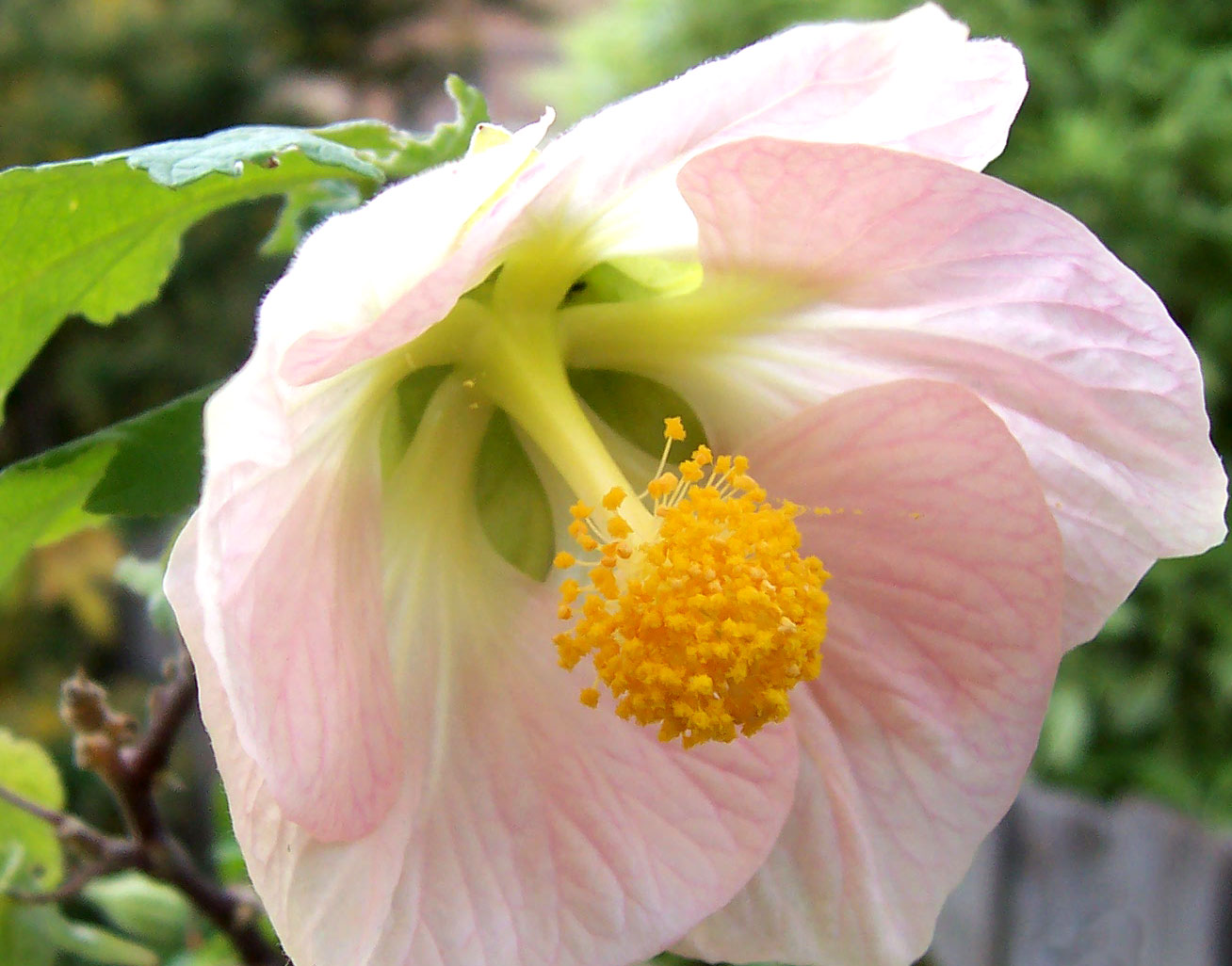
Androceo monoadelfo

Gli stami costituiscono l'androceo (parte fertile maschile) del fiore delle Angiosperme e possono essere liberi o riuniti in gruppi. Sono inseriti nel ricettacolo.
Uno stame è composto dal filamento col quale esso si inserisce sul supporto e dall'antera formata a sua volta dalle logge dove maturano i granuli pollinici.

## Tipologie
Gli stami possono essere liberi o saldati per i filamenti: 
- quando formano un solo gruppo gli stami sono detti monadelfi e tutti i filamenti sono saldati a formare una specie di tubo;
- se gli stami formano due gruppi sono detti diadelfi;
- se si formano molti gruppi di stami sono detti poliadelfi.

A seconda della lunghezza gli stami si dicono: 
- omodinami se tutti della stessa lunghezza;
- didinami se sono 4, di cui 2 più lunghi e 2 più corti;
- tetradinami se sono 6: 4 più lunghi e 2 più corti.

Se gli stami sono sterili, prendono il nome di staminodi.
A seconda del numero degli stami i fiori si dicono: 
- monoandri se posseggono un solo stame;
- diandri con due;
- poliandri con molti stami.

Stame di Gagea al microscopio
Stame di Malvaceae al microscopio